# Surf
El surf es un deporte acuático de superficie en el que un surfista utiliza una tabla para deslizarse sobre la sección delantera o la cara de una ola en movimiento, que normalmente lleva al surfista hacia la orilla. Las olas adecuadas para el surf se encuentran principalmente en las costas oceánicas. Sin embargo, también se pueden encontrar en olas estacionarias en mar abierto, lagos y ríos o piscinas de olas.

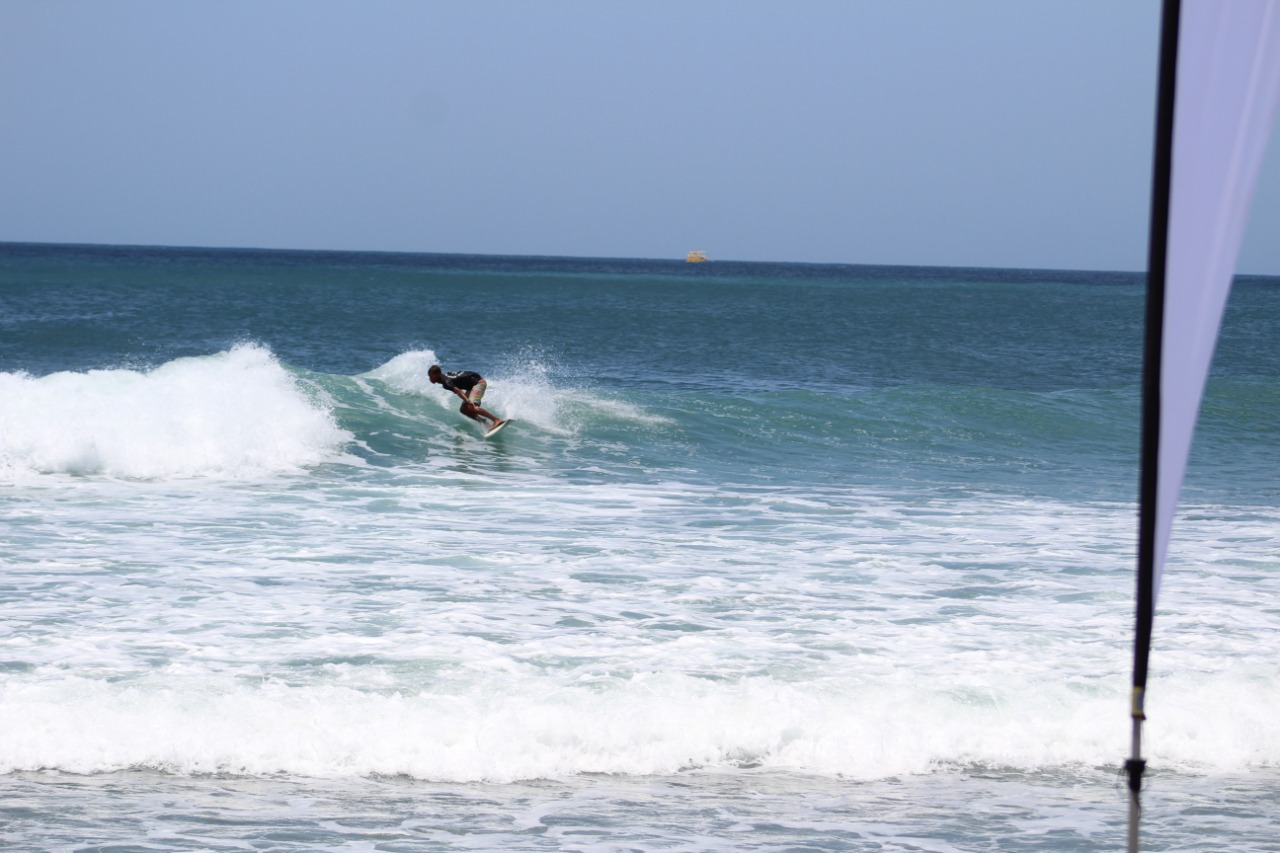
Surfing

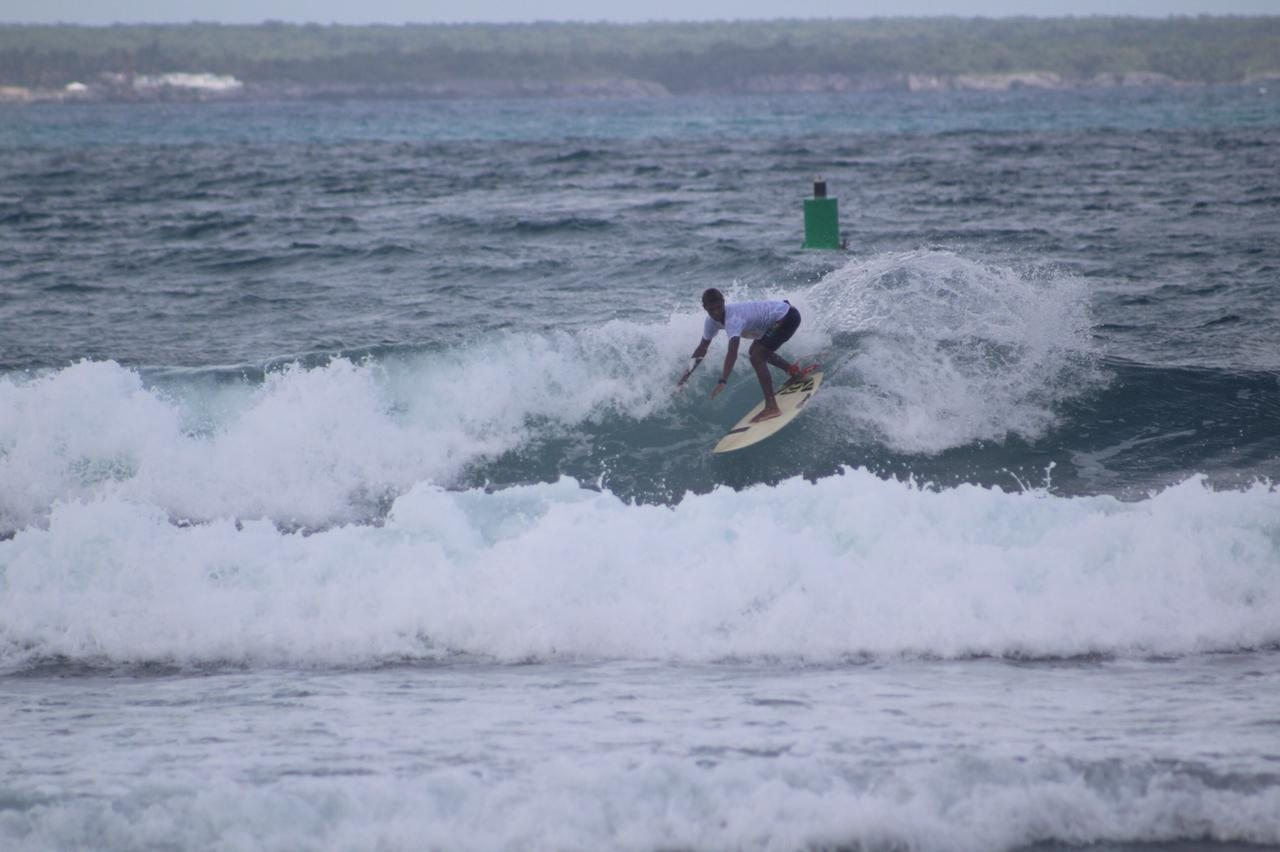
Deporte de surf

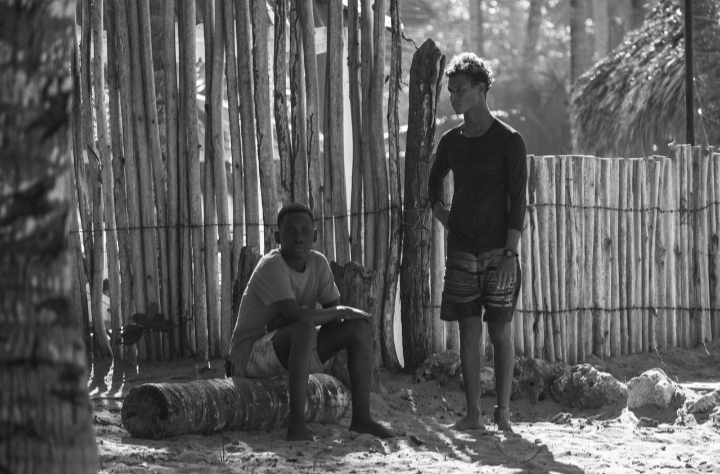
Joel e Yriel en las terrenas compitiendo en representación de Andrés boca chica junto a su equipo

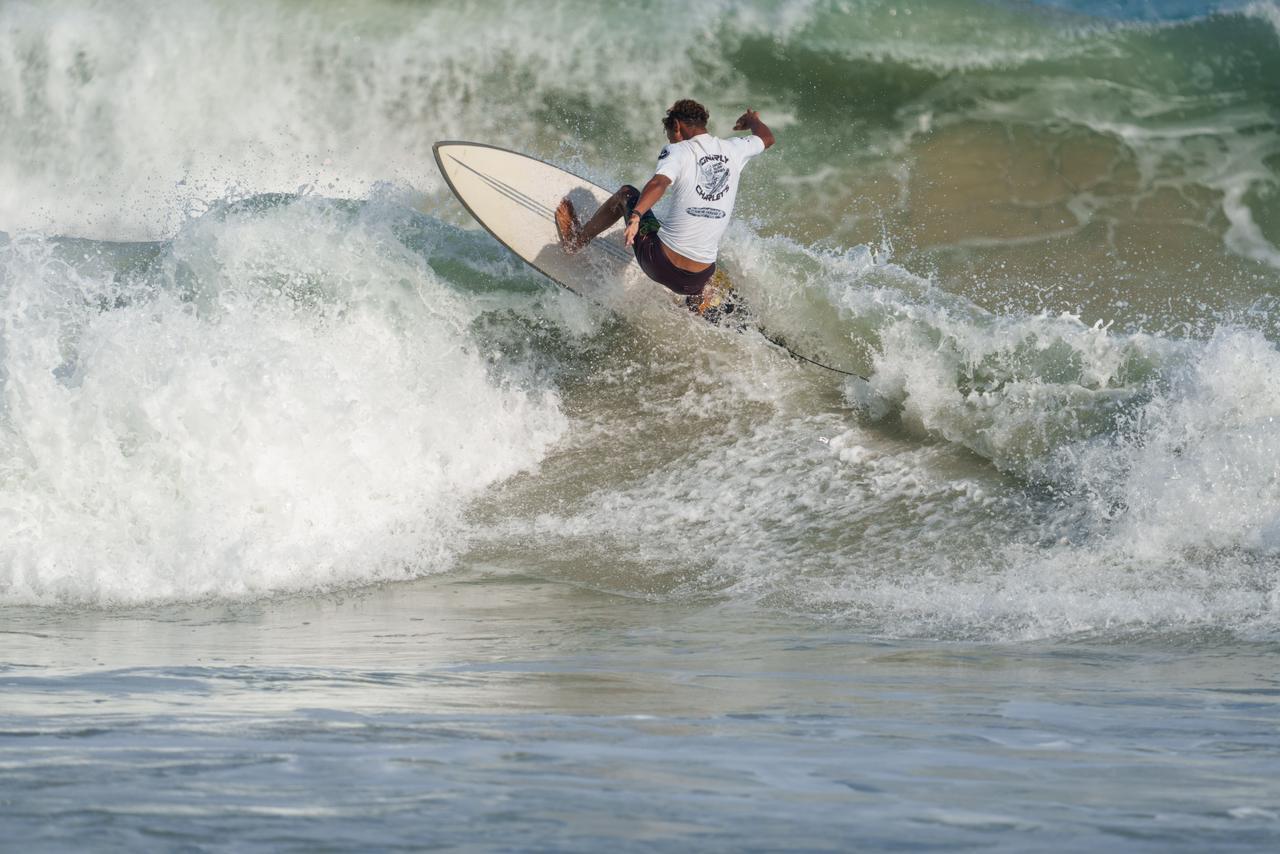
Compitiendo en las terrenas

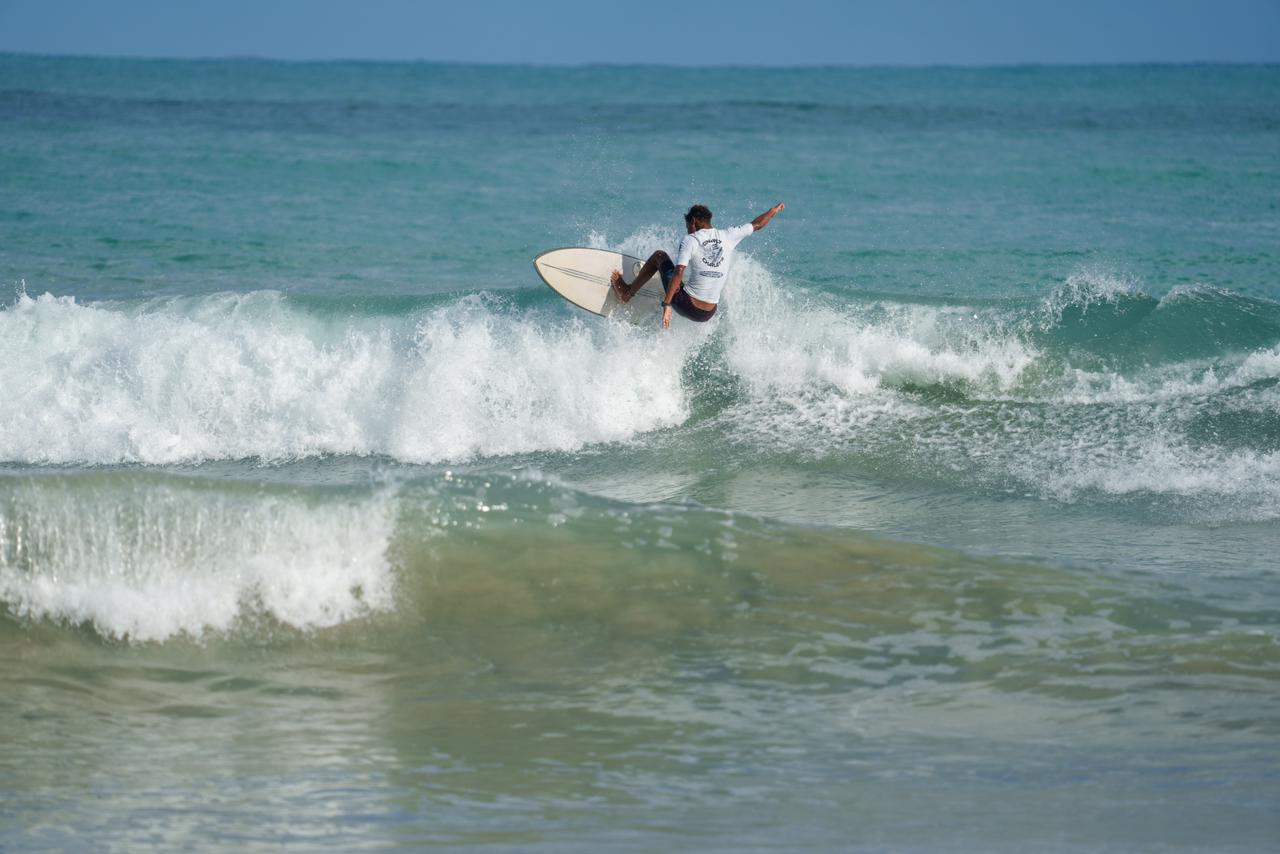
Surfing

## Historia del surf

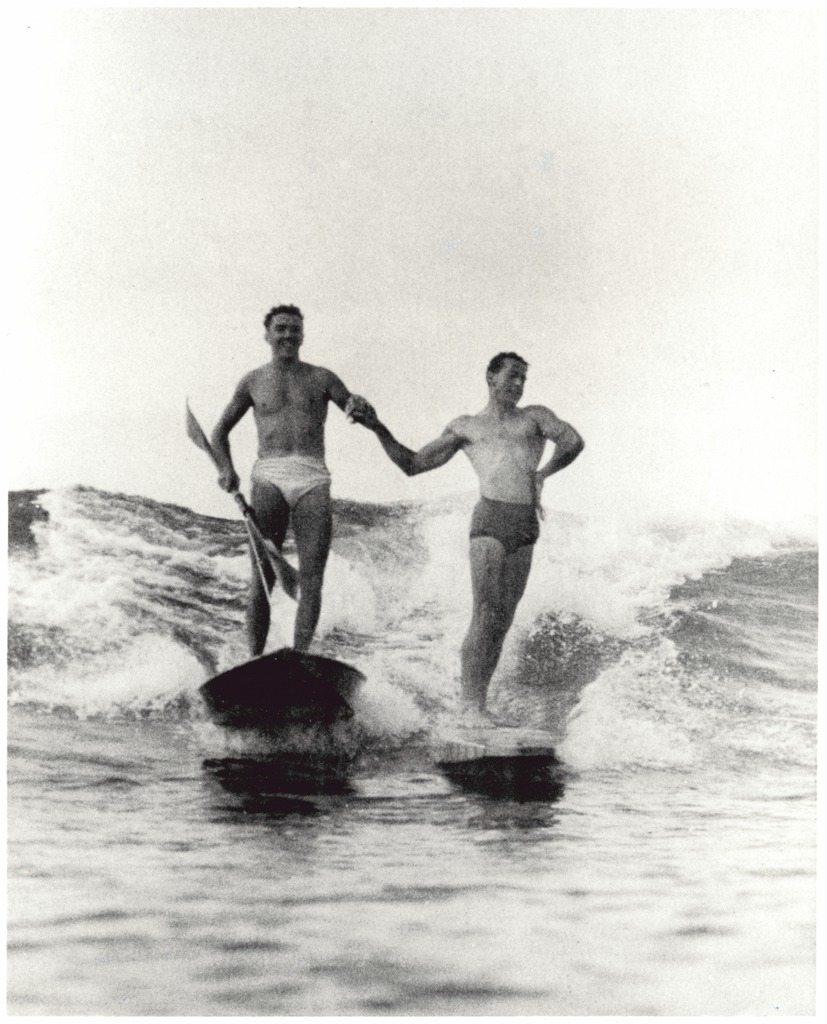
Surf sincronizado en tablas de madera

Se tiene constancia de la presencia del surf desde hace más de 500 años en las islas de Polinesia. El explorador inglés James Cook llegó a Hawái en 1778, donde conoció el Bodysurfing (similar a este deporte pero sin tabla) y el Bodyboard.
Pero es en el norte de Perú, en la región de Trujillo, donde se encuentran las primeras evidencias de personas practicando dicho deporte. Estas se encuentran en uno de los huacos (cerámicas preincaicas) donde se muestra a un hombre sobre algo similar a un trozo de madera deslizándose sobre las olas. Esto sitúa los orígenes de este deporte en América del Sur, aunque serían los polinesios los que siglos más tarde llevarían el gusto por el surf hasta lugares como Hawái.
Tiempo después de la llegada de Cook, las culturas autóctonas hawaianas fueron reprimidas y el surf cayó en decadencia. Fue a mediados del siglo XX cuando el surf se recuperó, ya que con la llegada de turistas y militares estadounidenses a Hawái junto con la fama del hawaiano olímpico Duke Kahanamoku, el surf comenzó a popularizarse en las costas de California y Australia, extendiéndose luego a otros países.

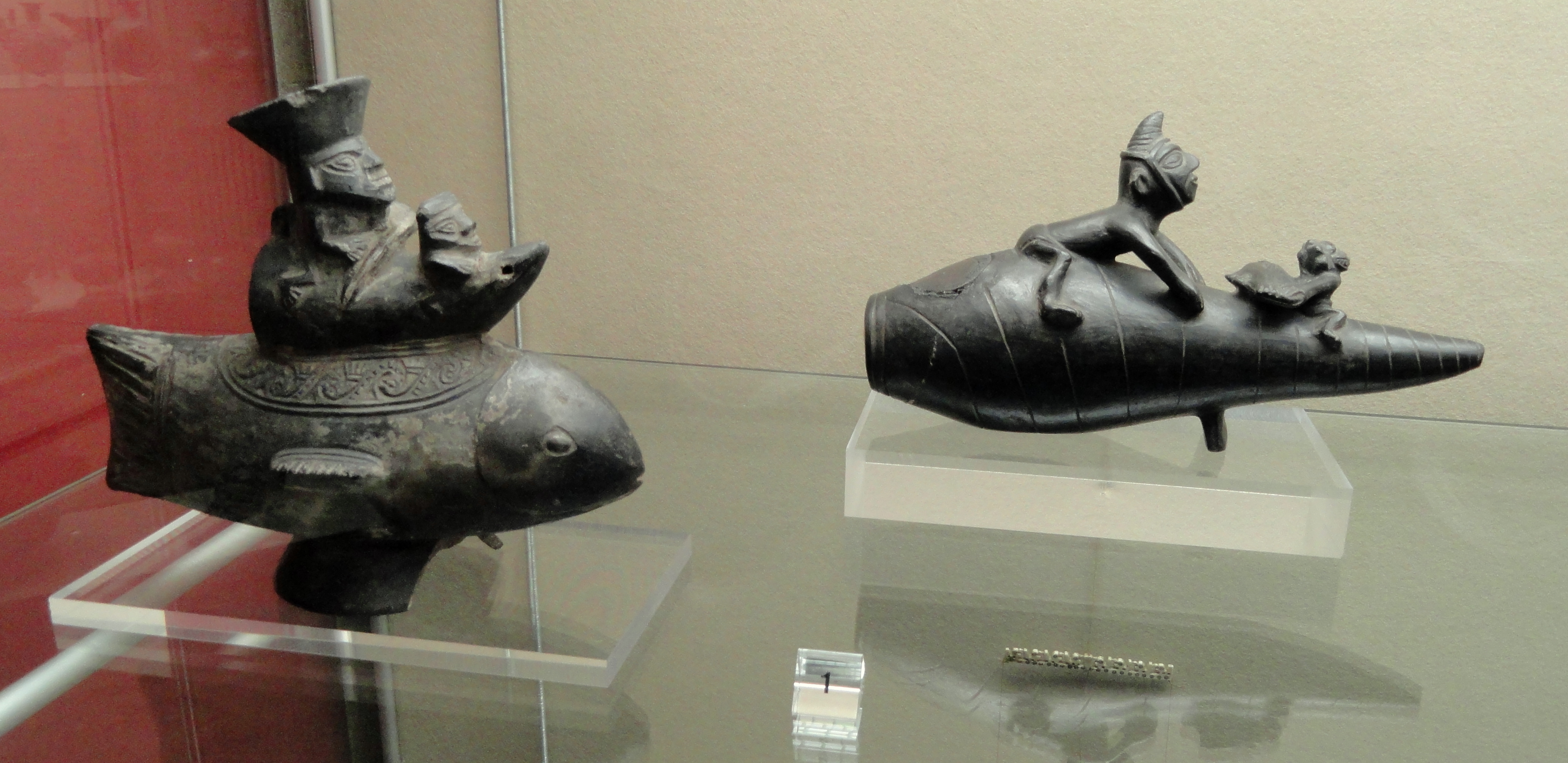
Huaco chimú representando un caballito de totora.

Por aquel entonces, las tablas se tallaban en madera maciza, lo cual facilitaba la práctica del surf dada la sencillez de su fabricación. Poco a poco fue evolucionando hasta convertirse en un deporte completo, creándose acrobacias, movimientos, diversos diseños y materiales que permitieran masificar el surf, volviéndolo multidisciplinario y polivalente. 
A partir de los años 60 el surf se popularizó en muchos continentes. En los últimos años, los destinos más solicitados por los viajeros que lo practican están Australia y el Sudeste Asiático. También cuenta con una gran importancia en Latinoamérica, especialmente Perú, Chile, México o Brasil, donde existen una gran cantidad de playas aptas para este deporte.
Actualmente el surf de competición está basado en:
- La corriente de evolución australiana del estilo (movimientos amplios y enérgicos).
- Las influencias de los movimientos del monopatinaje y la tabla sobre nieve.

## Variantes
Dentro del surf "de tabla", o surf propiamente dicho, existen 3 categorías básicas dependiendo del tamaño y tipo de tabla:
- Tabla intermedia (ingl. Funboard): Miden entre 2,10 y 2,75 m. Representan el punto intermedio después del longoboard, ya que son perfectas para adquirir las habilidades que todo surfista desea. Son polivalentes y fáciles de usar en cualquier situación, fusionando las características de las tablas cortas (maniobrabilidad) y largas (estabilidad y flotabilidad) siendo útiles para remontar olas grado 3 y 4 sin dificultad alguna.
- Tabla corta (ingl. Shortboard): De envergadura entre 1,50 y 2,10 metros, se necesita una experiencia mínima pero pierden flotabilidad y estabilidad en comparación con las tablas intermedias y largas, se pueden utilizar en olas grandes o pequeñas.
- Tabla larga (ingl. Longboard): De longitud igual o superior a 2,75 m. Representan el estilo clásico de los 50s y 60s el cual da origen al surf actual. Al ser de buen tamaño sirven para surfear olas desde muy pequeñas hasta las más temerarias fácilmente (grado 2, 3 y 4). Por ello junto a las intermedias son consideradas todoterreno.Suelen utilizarlas las personas con menos nivel de experiencia

| Grado | Altura de las olas (m) | Descripción     | Tablas aptas                                                    |
| ----- | ---------------------- | --------------- | --------------------------------------------------------------- |
| 1     | 0 a 0,1                | Mar rizada      | De remo (paddleboard)                                           |
| 2     | 0,1 a 0,5              | Marejadilla     | Largas (longboard)                                              |
| 3     | 0,5 a 1,25             | Marejada        | Largas e Intermedias (longboard y funboard)                     |
| 4     | 1,25 a 2,5             | Fuerte marejada | Largas, Intermedias y cortas (longboard, funboard y shortboard) |

También se definen categorías en cuanto al tipo de olas:
- Surf para referirse genéricamente a la gran variedad de estilos y modalidades ampliamente conocidos siendo comúnmente practicados en olas medianas o pequeñas.
- Surf de olas grandes cuando el surfista practica especial y/o repetidamente sobre olas de más de 2 metros de altura (la ola se mide por el tamaño del tubo, no por lo que mide la pared de la ola).

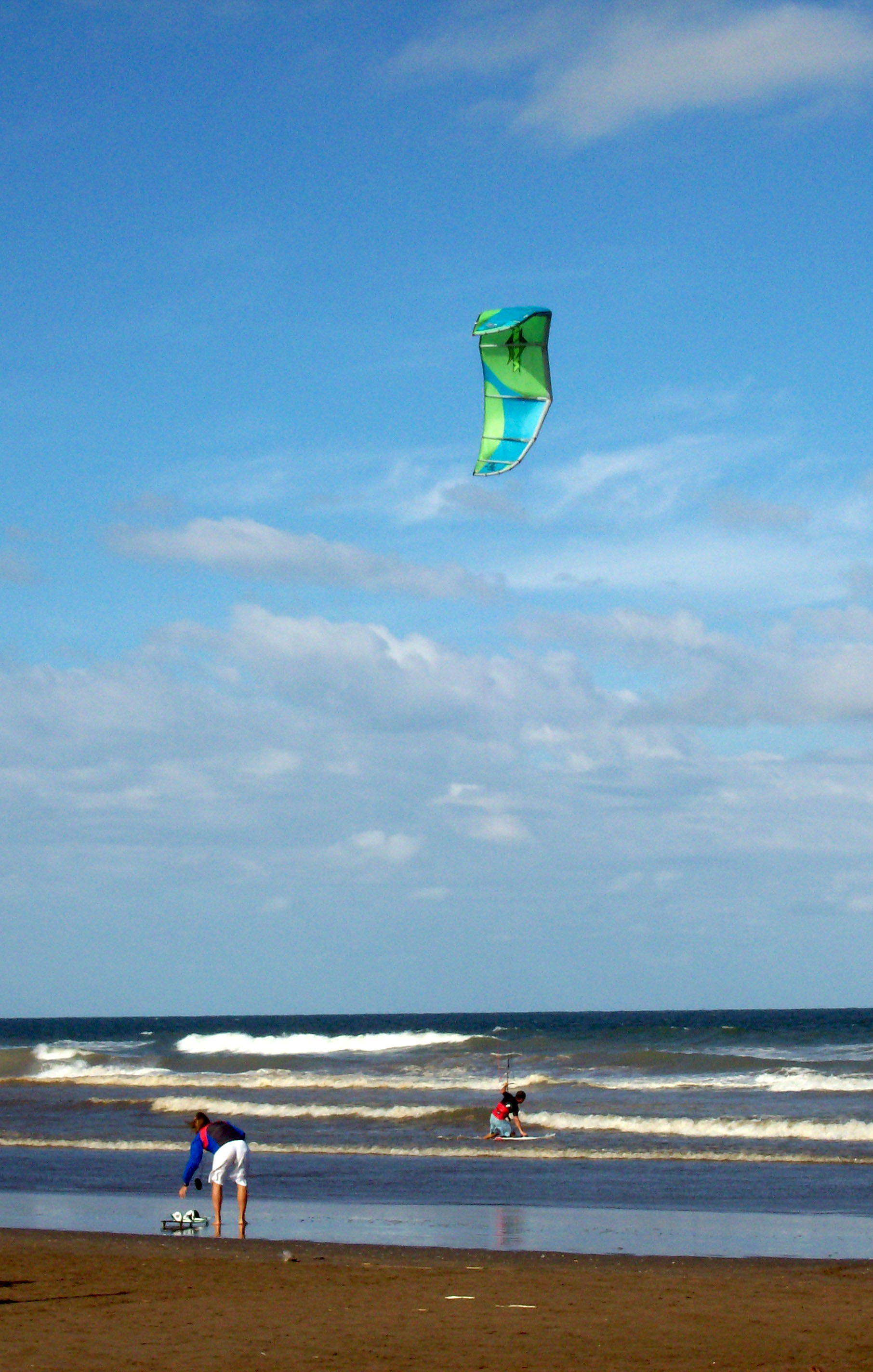
Variante de kitesurf en la costa atlántica, en Mar de Ajó.

## Técnicas del surf
Como en todos los deportes, posee movimientos básicos, intermedios y avanzados:
- El pato (ingl. Duck diving): se realiza hundiendo la punta de la tabla en el agua ayudándote con el pie trasero o la rodilla para evitar que la fuerza de las olas te devuelva a la orilla cuando estás remando para llegar hasta donde rompen las olas. Así puede bajar por debajo de la ola sin nigun problema y te resulta más fácil.
- Pararse (ingl.Take Off): es la primera maniobra que hacen los surfistas: es el momento en que se deja de remar acostado sobre la tabla y se pasa a la posición erguida, listos para deslizarse sobre la ola. Se despega sobre la ola, más por su potencia que por el viento.
- Caerse (ingl. Wipe out): es cuando pierdes el control de la tabla y no puedes evitar la gravedad. Se debe prever que si el fondo es rocoso puede ser muy peligroso.
- Montar la ola (ingl. Bottom Turn): esta maniobra consiste en el primer giro tras pararse. Una vez tomamos impulso en la bajada de la ola es preciso girar para escaparnos de la parte de la ola que va rompiendo. En la parte baja de la ola la fuerza de la corriente deja de impulsarnos, y es preciso maniobrar con la inercia de la bajada para poder volver a subir. De no hacerlo, nos dirigiríamos directamente a la orilla, no podríamos recorrer la pared de la ola y la espuma nos alcanzaría rápidamente.
- 180° (ingl. Reentry): consiste en subir hasta la cresta de la ola y realizar un giro brusco de 180 grados, volviendo a bajarla.
- 360°: se inicia como un 180°, pero se continúa girando en la misma dirección 360 grados.
- Tubo: consiste en deslizarse por el interior del tubo que crea la ola al romper. Esta es considerada la maniobra reina del Surf por su dificultad y espectacularidad. Es la ola que todo surfista sueña con montar. Un lugar donde se puede experimentar este tipo de olas es en Teahupo'o, Tahití.
- Saca-Espumas o Floater: consiste en navegar sobre la espuma de una rompiente.
- Aéreo (ingl. Air): se denomina así a toda maniobra que conlleve un despegue del agua y se hace, por tanto, en el aire. Existen diferentes aéreos que se distinguen por las formas de sujetar la tabla con las manos en el aire —por delante, por detrás, con las dos manos a la vez...—) o el movimiento que hace el surfista en el aire (uno de los más espectaculares es el "Aéreo-360" en el que el surfista realiza una rotación de 360 grados en el aire).
- Corte (ingl. Off the lip): en esta maniobra encaramos la pared de la ola que está a punto de romper, rebotamos contra ella y sacamos parte de la tabla fuera de la ola.
- Coletazo (ingl. Backside): es deslizar la cola de la tabla de surf sobre la parte superior de la ola.
- Hélice (ingl. Kick flip): es una maniobra muy difícil, que consiste en lograr que la tabla de un giro lateral bajo tus pies mientras saltas.
- Retorno (ingl. Cut Back): consiste en que habiéndonos deslizado por la pared de la ola alejándonos de la rompiente, hacer un giro de casi 180° para volver a acercarnos a esta.
- Esnap (ingl. Snap): es una especie de Retorno (Cut-back) realizado bruscamente y con un área mucho menor en el giro.

### Maniobras de LongBoard
- "5 dedos" (ingl. Hang Five): Se trata de caminar por la tabla hasta que uno de los pies está en la parte de delante de la tabla (denominada nose).
- "Jesucristo" (ingl. Hang ten): Colocar los dos pies en la punta del tablón. Requiere mucha habilidad y velocidad de la ola porque si no, el surfista hundiría la tabla y caería al agua.
- Giro (ingl. Drop Knee): Se trata del giro clásico de Longboard. Es como un Retorno (cut back) pero con la pierna trasera flexionada hasta que la rodilla roce el tablón.

### Posición de los pies
- Goofy: es aquella persona que pone el pie derecho delante en la tabla.
- Regular: es aquella persona que pone el pie izquierdo delante.

## Olas

### Elementos de la ola
La dificultad de este deporte radica tanto en la velocidad como en el tamaño y la forma de las olas. Las olas adecuadas para ser navegadas al estilo del surf son aquellas que evolucionan y rompen desarrollando la pared y la espuma progresivamente hacia la derecha o hacia la izquierda. Si las olas rompen sobre una superficie de roca y con poca profundidad serán más adecuadas para la práctica del bodyboard.
Para identificar las condiciones adecuadas para la práctica del surf se utiliza la descripción de diversos elementos o partes de la ola:
- Pared: es la parte de la ola que, al levantarse, alza una superficie de agua sobre la línea horizontal, en diversos ángulos o incluso en vertical. Es la parte de la ola sobre la cual el surfista navega.
- Labio: es la parte de pared y espuma que cae inmediatamente sobre el tramo de comienzo de la pared y el tramo sobre el que acaba.
- Brazo: es el volumen de agua que posee pared, es decir la longitud de la parte surfeable.
- Hueco: partes de la pared y el brazo que adquiere una presencia cóncava, en la que se puede proyectar gran velocidad sobre el cuerpo del surfista al pasar con la tabla sobre ellas.
- Tubo: espacio del hueco que queda envuelto bajo la caída de un labio en movimiento rizado como consecuencia del avance y rotura de la ola.
- Cresta: parte superior de la ola.

### Tipos de ola
Se nombran varios tipos de ola en atención a su forma:
- Orillera: rompe muy cerca de la orilla y es peligrosa por colisiones contra el fondo.
- Hueca: es el adjetivo que reciben las olas cuya forma se levanta creando una sección cilindroide, donde la configuración de vectores de fuerzas permite una navegación más enérgica sobre la tabla.
- Tubo: ola hueca que rompe rizándose sobre sí misma de tal manera que define un espacio cilíndrico completo, dentro del cual se puede seguir controlando la navegación sobre la tabla bajo el labio de agua que cae de la parte superior de la pared de la ola.
- Espumeras: en España, se llama así a las olas que no rompen huecas, o las que son casi todo espuma.
- Barra: es aquella ola que rompe cayendo largas secciones de la ola al mismo tiempo, cerrando la pared de forma brusca, lo que las hace olas no aptas para surfear.

Se clasifican según su tamaño (en el surf mayoritario):
- Menos de 1,50-2 m de altura de pared se consideran olas pequeñas, "cómodas", es decir de altura común.
- Hasta 2 metros se consideran olas medianas o "normales".
- A partir de 2 metros de pared se considera ola grande. Entonces los adjetivos de proporción definen una escala diferente, cuyas cotas más altas se han superado en varias decenas de pies. Desde hace pocos años se habla de Surf de olas gigantes (como El Billabong XXL).

Para la medición del oleaje se usa internacionalmente en náutica la Escala Douglas.
El tamaño de las olas en surf se mide dependiendo de la cultura donde nos encontremos:
- Por detrás, al estilo clásico hawaiano como se hace en Canarias;
- Por la parte de delante: de ras de mar al punto más alto de la cresta, como suele hacerse en el resto de España;
- Comparándola con las partes del cuerpo humano (ola de hombros, ola de cintura, ola de hombre y medio). En la costa norte de la península ibérica, se suele usar la palabra "metro" para una medida similar a un hombre erguido y encorvado, es decir la altura media de un surfista en acción sobre la ola,.[8]

El comportamiento de las olas varía mucho según el fondo sobre el que rompan:
- Sobre la arena. Son olas generalmente menos violentas, ya que las formas de los bancos de arena suelen ser poco acusadas, moldeados constantemente por la acción de las mareas, las corrientes y las olas; en consecuencia ofrecen menos resistencia a los golpes de mar y a las olas. Los bancos de arena no son completamente estables y las olas de arena van cambiando cada año.
- Sobre arrecifes de roca (olas de roca). Son las más estables, cuando las condiciones del mar traen buenas olas, junto a las de coral.
- Sobre arrecifes de coral. Tienen fama de ser las mejores olas, ya que la acción constante de los duros animales espongiarios y los corales que viven bajo estas rompientes moldea un obstáculo que se adecua de una forma casi mágica al movimiento de la ola. Suelen ser huecas y fuertes, muy apreciadas para el surf.

La idoneidad de uno u otro fondo depende de cada lugar:
- Por el tipo de mareas, corrientes y golpes de mar que recibe.
- Por la profundidad: los arrecifes de coral y de roca son los más peligrosos.
- En los bancos de arena, por el tipo de orografía costera, la proximidad de rocas que favorezcan o no la formación de bancos, la presencia en bahía, las corrientes, etc.
- Por la cercanía del arrecife a la orilla o los acantilados de la costa.

## Campeones mundiales

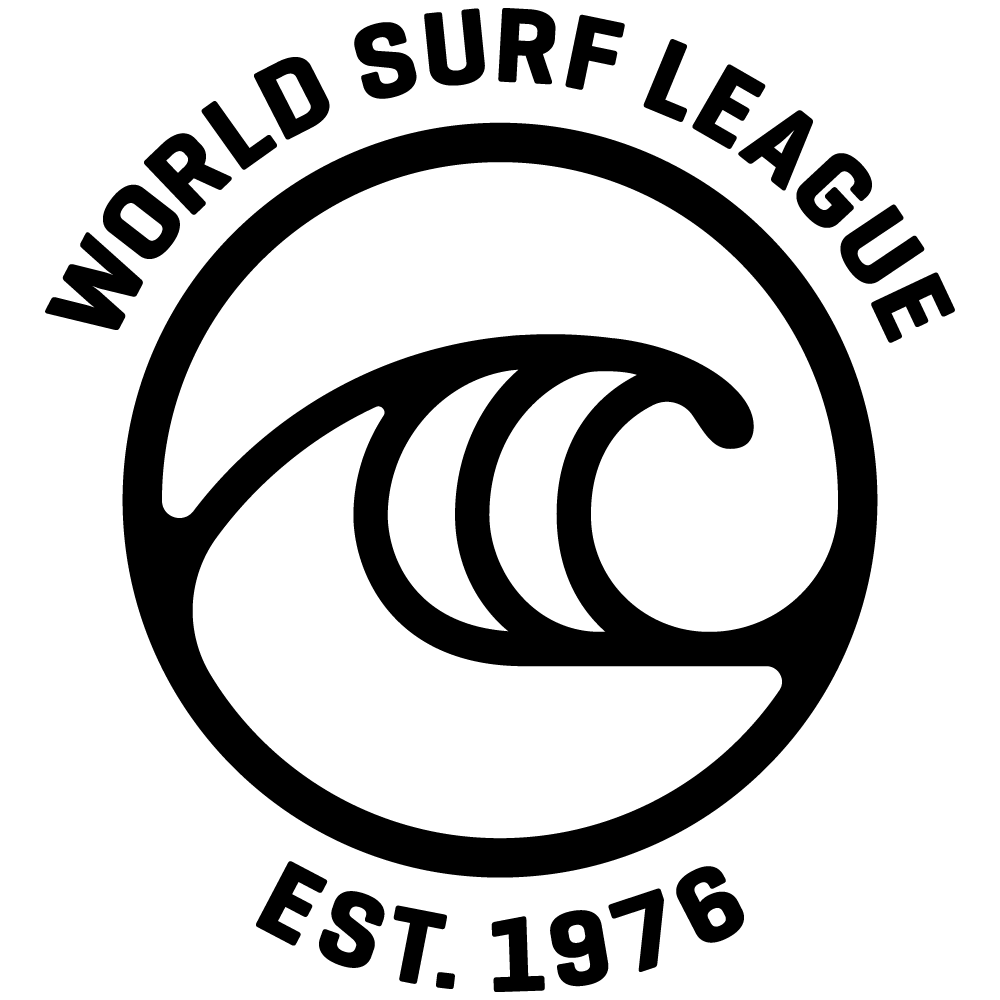
Logo 2020

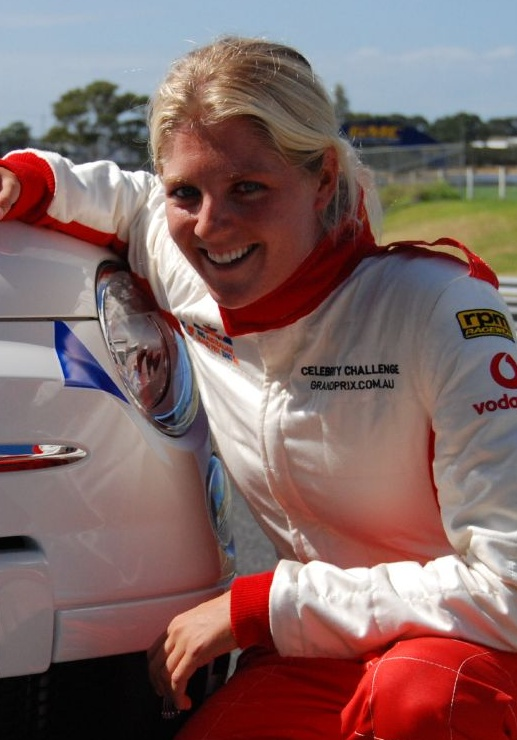
Stephanie Gilmore, campeona 2018

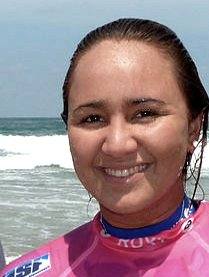
Carissa Moore, campeona 2015.

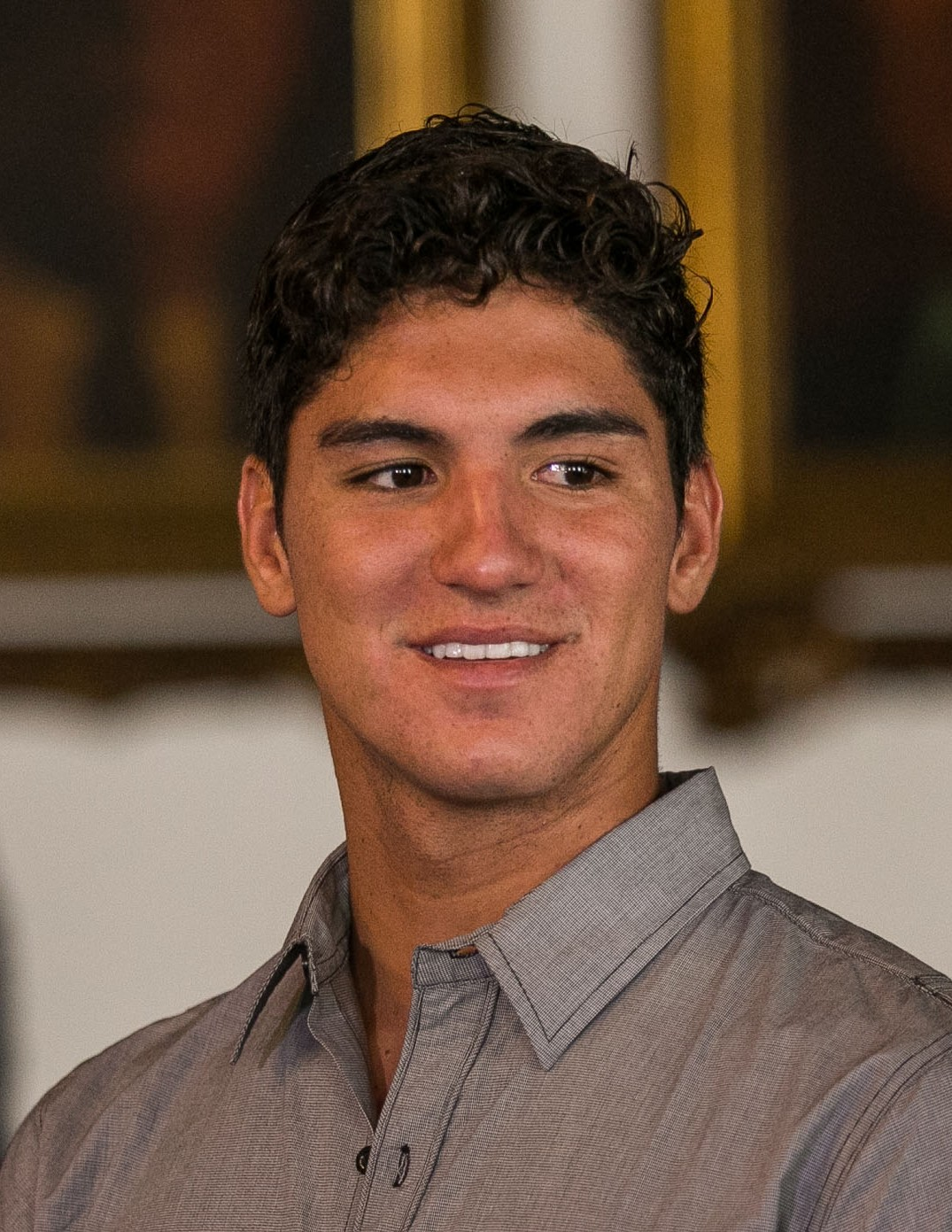
Gabriel Medina, campeón 2014.

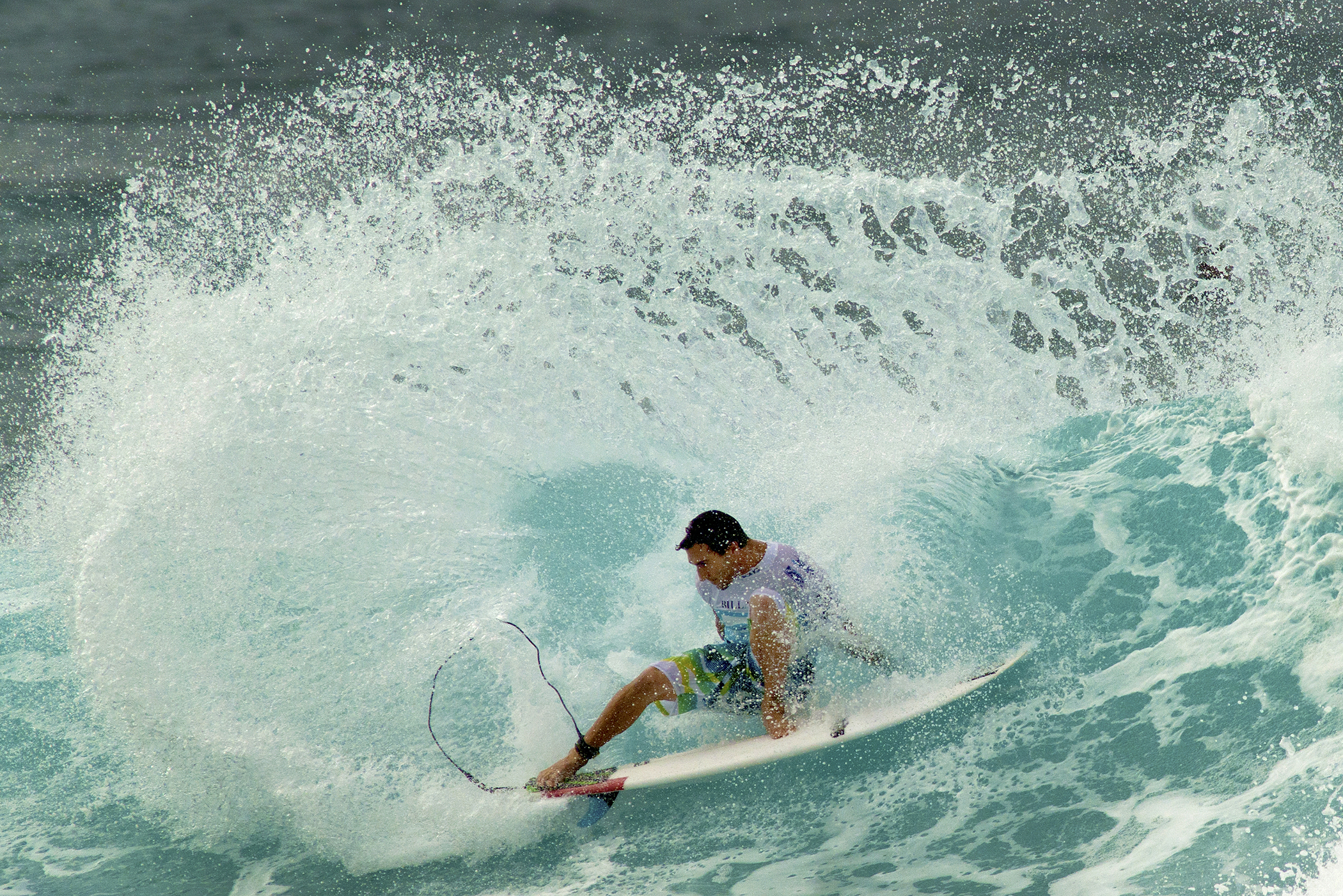
Joel Parkinson, campeón 2012

| Año      | Campeones          | País     | Campeonas         | País     |
| ISF tour | ISF tour           | ISF tour | ISF tour          | ISF tour |
| -------- | ------------------ | -------- | ----------------- | -------- |
| 1964     | Midget Farrelly    |          | Phyllis O'Donnell |          |
| 1965     | Felipe Pomar       |          | (no celebrado)    |          |
| 1966     | Nat Young          |          | (no celebrado)    |          |
| 1968     | Fred Hemmings      |          | (no celebrado)    |          |
| 1970     | Rolf Aurness       |          | Sharon Webber     |          |
| 1972     | James Blears       |          | (no celebrado)    |          |
| ISA tour |                    |          |                   |          |
| 1976     | Peter Townend      |          | (no celebrado)    |          |
| 1977     | Shaun Tomson       |          | Margo Oberg       |          |
| 1978     | Wayne Bartholomew  |          | Lynn Boyer        |          |
| 1979     | Mark Richards      |          | Lynne Boyer       |          |
| 1980     | Mark Richards      |          | Margo Oberg       |          |
| 1981     | Mark Richards      |          | Margo Oberg       |          |
| 1982     | Mark Richards      |          | Debbie Beacham    |          |
| ASP tour |                    |          |                   |          |
| 1983     | Tom Carroll        |          | Kim Mearig        |          |
| 1984     | Tom Carroll        |          | Freida Zamba      |          |
| 1985     | Tom Curren         |          | Freida Zamba      |          |
| 1986     | Tom Curren         |          | Freida Zamba      |          |
| 1987     | Damien Hardman     |          | Wendy Botha       |          |
| 1988     | Barton Lynch       |          | Freida Zamba      |          |
| 1989     | Martin Potter      |          | Wendy Botha       |          |
| 1990     | Tom Curren         |          | Pam Burridge      |          |
| 1991     | Damien Hardman     |          | Wendy Botha       |          |
| 1992     | Kelly Slater       |          | Wendy Botha       |          |
| 1993     | Derek Ho           |          | Pauline Menczer   |          |
| 1994     | Kelly Slater       |          | Lisa Anderson     |          |
| 1995     | Kelly Slater       |          | Lisa Andersen     |          |
| 1996     | Kelly Slater       |          | Lisa Andersen     |          |
| 1997     | Kelly Slater       |          | Lisa Andersen     |          |
| 1998     | Kelly Slater       |          | Layne Beachley    |          |
| 1999     | Mark Occhilupo     |          | Layne Beachley    |          |
| 2000     | Sunny García       |          | Layne Beachley    |          |
| 2001     | C. J. Hobgood      |          | Layne Beachley    |          |
| 2002     | Andy Irons         |          | Layne Beachley    |          |
| 2003     | Andy Irons         |          | Layne Beachley    |          |
| 2004     | Andy Irons         |          | Sofía Mulánovich  |          |
| 2005     | Kelly Slater       |          | Chelsea Georgeson |          |
| 2006     | Kelly Slater       |          | Layne Beachley    |          |
| 2007     | Mick Fanning       |          | Stephanie Gilmore |          |
| 2008     | Kelly Slater       |          | Stephanie Gilmore |          |
| 2009     | Mick Fanning       |          | Stephanie Gilmore |          |
| 2010     | Kelly Slater       |          | Stephanie Gilmore |          |
| 2011     | Kelly Slater       |          | Carissa Moore     |          |
| 2012     | Joel Parkinson     |          | Stephanie Gilmore |          |
| 2013     | Mick Fanning       |          | Carissa Moore     |          |
| 2014     | Gabriel Medina     |          | Stephanie Gilmore |          |
| 2015     | John John Florence |          | Carissa Moore     |          |
| 2016     | John John Florence |          | Tyler Wright      |          |
| 2017     | John John Florence |          | Tyler Wright      |          |
| 2018     | Gabriel Medina     |          | Stephanie Gilmore |          |
| 2019     | Ítalo Ferreira     |          | Carissa Moore     |          |
| 2021     | Gabriel Medina     |          | Carissa Moore     |          |
| 2022     | Filipe Toledo      |          | Stephanie Gilmore |          |
| 2023     | Filipe Toledo      |          | Caroline Marks    |          |
| 2024     | John John Florence |          | Caitlin Simmers   |          |

## Surf en Latinoamérica

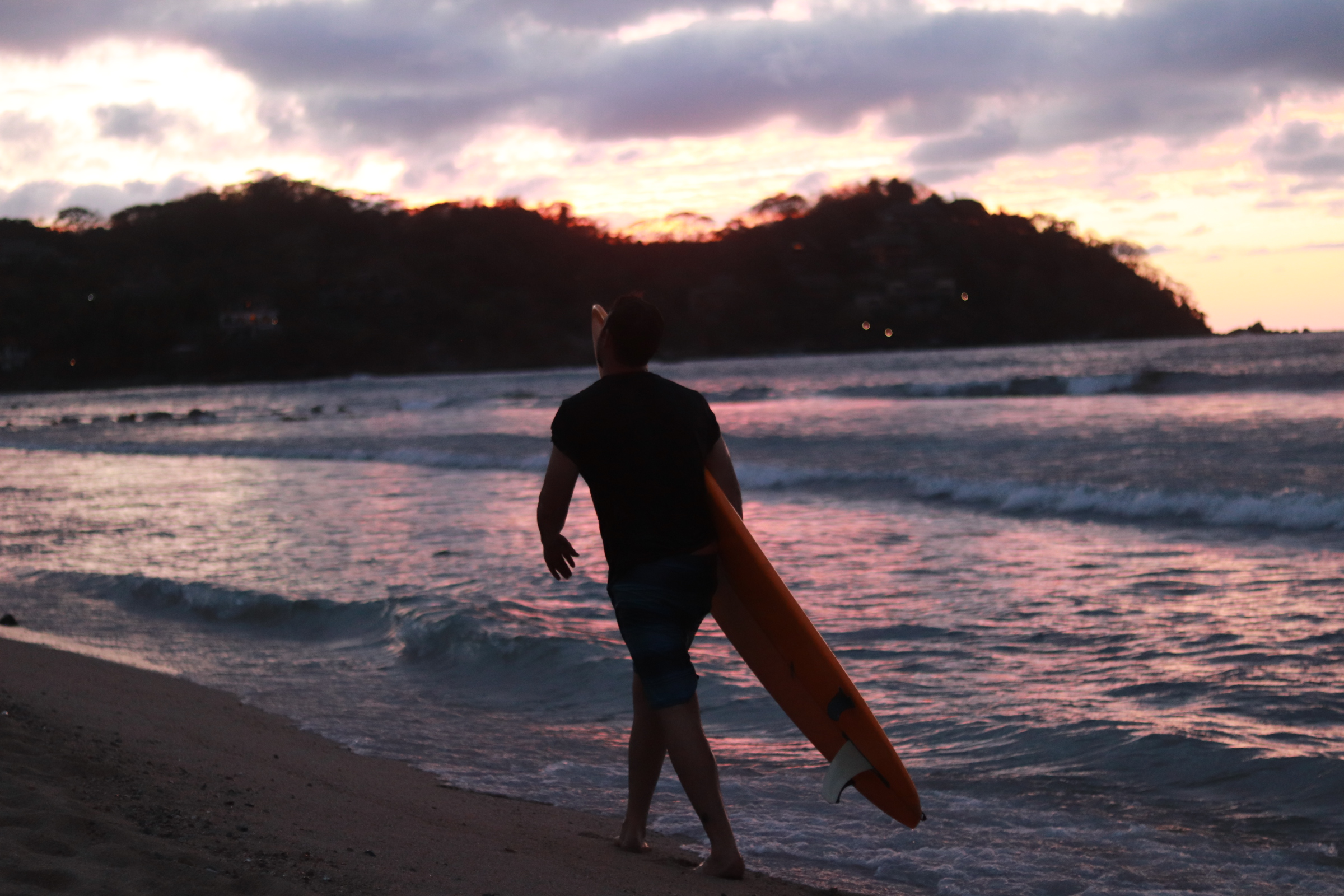
Cultura surf en México, foto de Gustavoarroyofotos.

El surf es un deporte muy recurrente en Latinoamérica, y especialmente en países como Brasil, Perú, Puerto Rico y Costa Rica, El Salvador, seguidos de Argentina, Uruguay, Venezuela, Chile y en menor medida: Ecuador, México, Panamá, etc. Perú fue sede del Segundo Campeonato de Surf (ISF) en el año 1965, que hizo hincapié en la conocida playa peruana de Punta Rocas. De este resultó campeón el peruano Felipe Pomar.
En Perú es un deporte muy practicado, gracias a sus buenas olas en todo el litoral nacional. La principal representante del surf peruano es la campeona mundial Sofía Mulanovich. La selección peruana de surf, por otro lado, ha conseguido múltiples galardones, incluyendo varios campeonatos mundiales en diferentes categorías.

Olas en Puerto Malabrigo, Perú

En México existe una variedad de spots repartidos por distintas zonas en donde te ofrecen increíbles olas de todo tipo, los más destacados están en Oaxaca, Ensenada, Punta mita, Mazatlán Sayulita, Baja California, Michoacán y Pascuales Colima.
En Puerto Rico, se practica el surf en las costas de Rincón y Aguadilla, también en la isla de Culebra. La formación de las olas (especialmente en el área de Rincón) es bastante parecida a las olas en Hawái.
En Venezuela, se practica sobre todo en las costas del Mar Caribe, cuyas condiciones naturales son muy favorables (gran diversidad de playas, buen oleaje y clima agradable casi todo el año), sobre todo en la Isla de Margarita y los estados Vargas, Aragua, Carabobo y Sucre.
En Argentina el surf pasa de ser un deporte particular a ser masivamente conocido, especialmente en la temporada de verano, donde las playas argentinas más elegidas para la práctica de surf son Mar del Plata, Miramar, Necochea y el Balneario El Cóndor, Bajada de Picoto y el Espigón. Balneario el Cóndor queda a solo 30 km de la ciudad de Viedma, capital de río negro. Bajada de Picoto se encuentra a unos 2 km de balneario el Cóndor. El Espigón es una playa ubicada en la provincia de Río Negro, a 45 km de la ciudad de Viedma. En esta playa se realizan actividades como la pesca junto al surf y el bodyboard. El tamaño de las olas no es constante pero llegan a sobrepasar los tres metros en días de gran oleaje. Hace más de 15 años que se comenzó con la práctica del surf en estas costas pero nunca se sobrepasan de veinte tablas en el mar, porque estos deportes están empezando a hacerse más populares entre los habitantes de la comarca Viedma-Patagones, y muy rara vez llegan surfista de otros lugares a disfrutar de las olas.
Mar del Plata, Miramar y Necochea son las zonas que más olas reciben de las marejadas del sur. El punto inicial de esta zona de buenas olas es el cabo Corrientes en Mar del Plata, lugar geográfico, y uno de los puntos más expuestos de la costa, en ese punto las rompientes apuntan al este, desde ahí hacia el sur las playas van rotando hasta en Necochea apuntar prácticamente al Sur. Entre estos 2 puntos hay aproximadamente 150 km, por lo que buscar una rompiente con el viento adecuado es un viaje que se puede realizar en el día. En invierno luego de una sudestada las olas pueden llegar a los 2,5 metros de cara.
En Chile, debido a la baja temperatura del mar, el surf se practica mayoritariamente desde la VIII región al norte, así como en Isla de Pascua. Una buena opción para los surfistas de centro de Chile es la localidad de Pichilemu, donde el último tiempo el surf se ha hecho un deporte muy popular. Sin embargo, este deporte -cada vez más masivo dentro del país- se practica mayormente en el norte de Chile, consolidando a Arica como gran sede gracias a sus condiciones climáticas. Por ejemplo el "Campeonato Internacional de Surf Arica Big Buey" y el WCT "Rip Curl Pro Search Arica Chile". Los mejores meses para la práctica del surf en Chile son los de invierno, ya que las tormentas que son frecuentes en el sur del país, producen grandes olas que azotan al norte del litoral algunos días más tarde.

## Surf en Europa

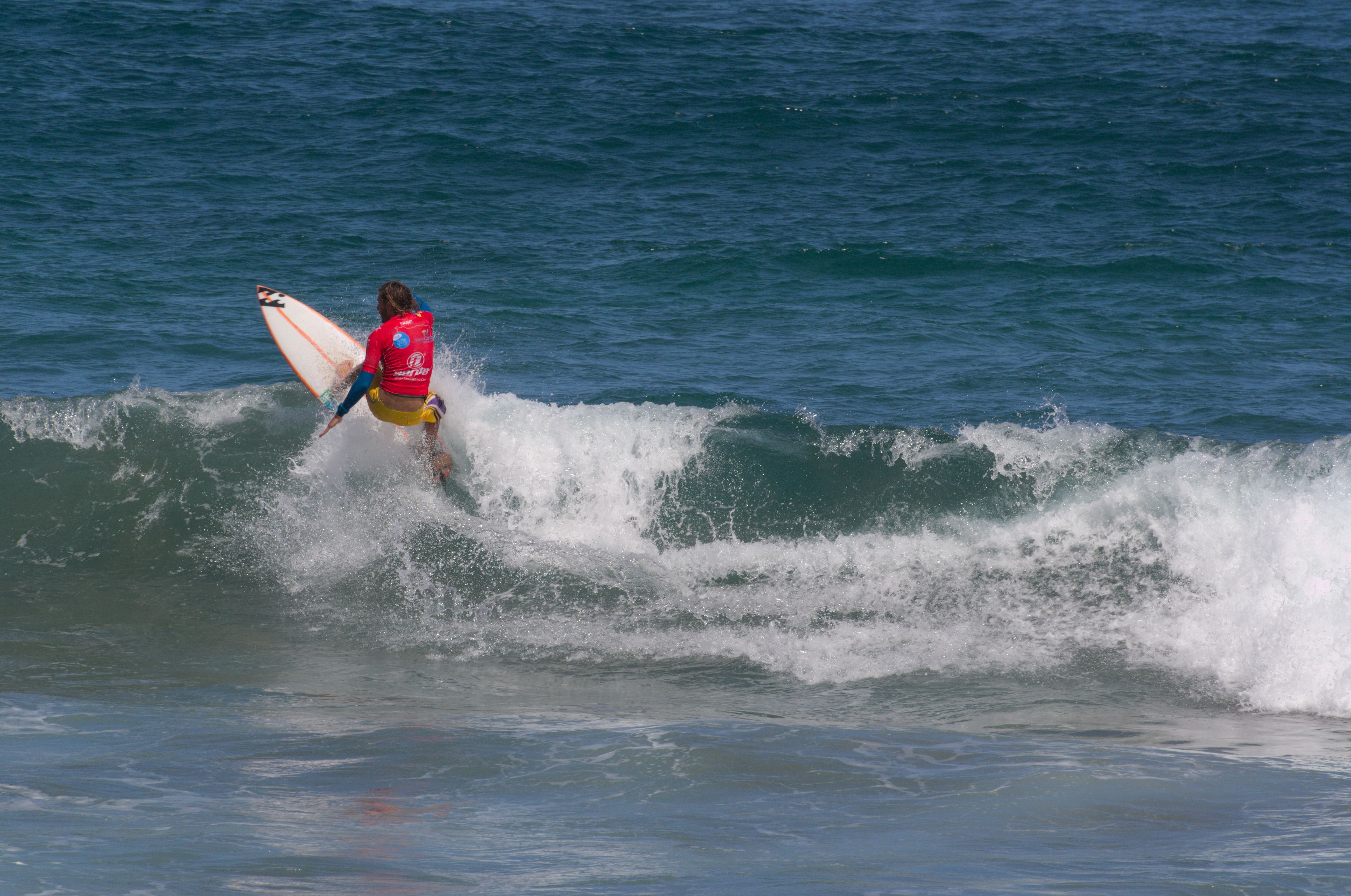
Gran Canaria Santa Pro Junior 2012

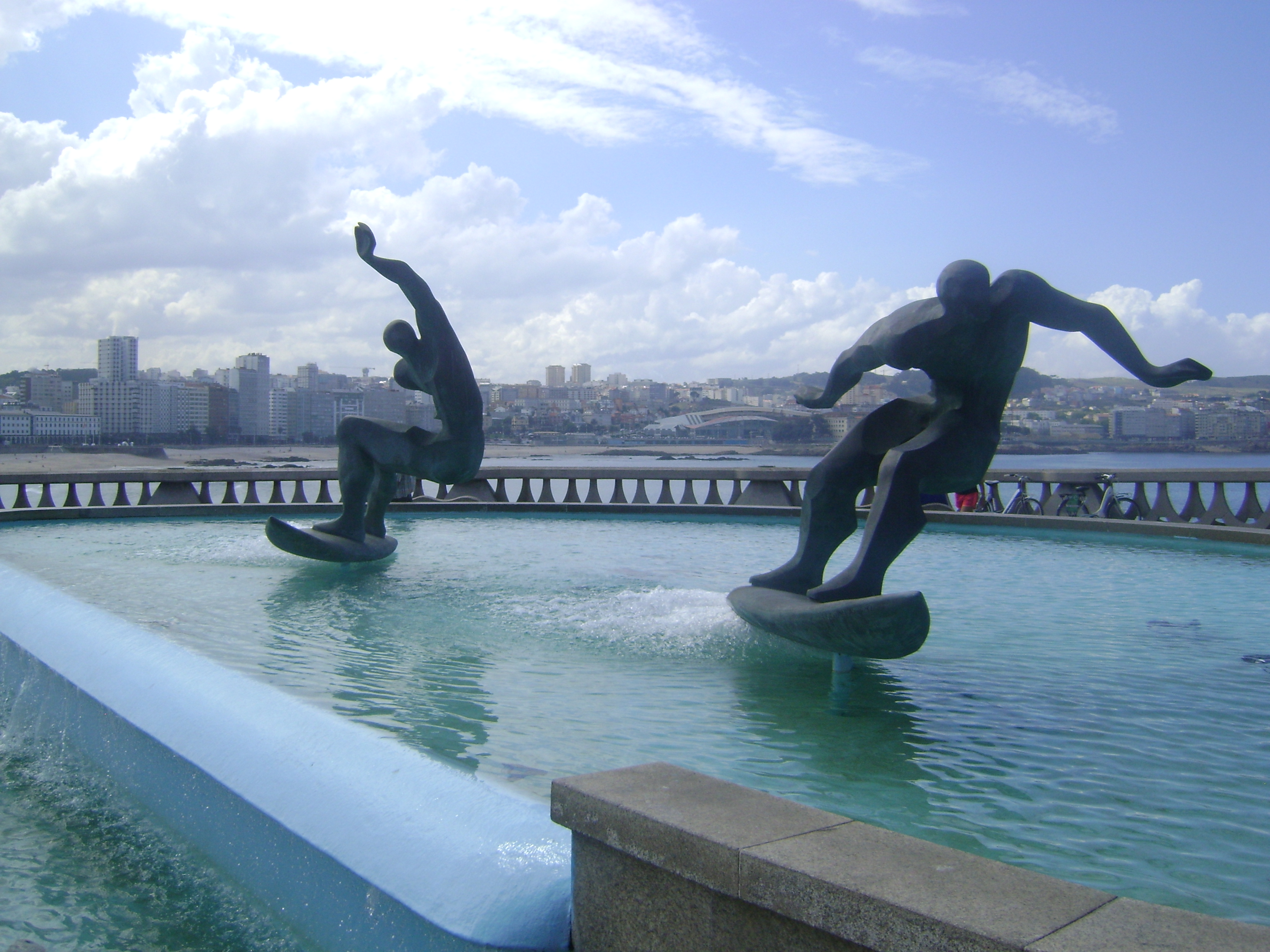
Estatua de surfistas situada en La Coruña, Galicia

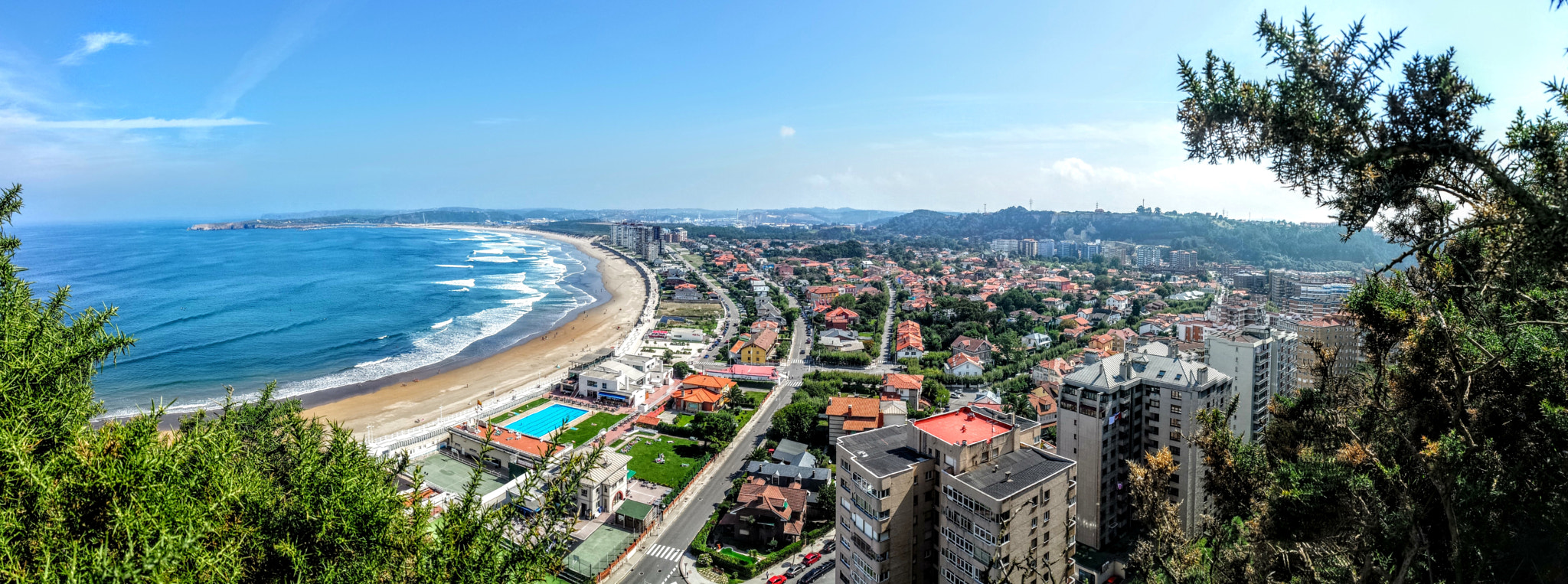
Playa y localidad de Salinas, capital surfera de Asturias

En España el surf comenzó entre 1963 y 1965 en diferentes puntos de la península, casi al mismo tiempo y espontáneamente, sin tener contacto unos núcleos con otros: Asturias (1963), Cádiz (1964), Guipúzcoa (1964), Vizcaya (1964), Cantabria (1965) y en Canarias (1968).
En Málaga, pionera del Mediterráneo español, el surf comenzó en 1970 a través de la figura de Pepe Almoguera, en el barrio marinero de Pedregalejo, cuando se fabricó su propia tabla. Desde entonces, otros jóvenes del barrio se les fueron uniendo, como Francisco Soria, Javier Gabernet, Rafael García, Carlos Sauco, Pepi Almoguera, los hermanos Toño y Paco Gutiérrez Espejo, Joaquín Fernández-de las Alas, y otros varios que formaron en 1974 el primer club activo de surf del Mediterráneo español: el Málaga Surfing Club.
En Las Palmas de Gran Canaria se inició la práctica de este deporte aproximadamente en 1968 y fue en esta isla donde se creó el primer Club de Surf de todo el archipiélago, en 1973, el Club Guanarteme. En Las Palmas de Gran Canaria se puede practicar surf todo el año, pero desde noviembre a finales de marzo las olas pueden alcanzar hasta 4,5 metros de altura. Las playas o Spots para la práctica del surf son las siguientes: playa de Las Canteras, concretamente el Spot de La Cícer y la ola de Lloret única en las Islas Canarias; playa de Alcaravaneras; El Confital; playa de San Cristóbal; y Playa de La Laja. La revista Airberlin Magazin publicó un amplio reportaje en septiembre de 2012 en el que calificaba a Las Palmas de Gran Canaria como el Hawái del Atlántico
En Asturias existe una gran tradición surfera, las playas del Principado tienen unas condiciones óptimas para la práctica de este deporte, siendo destacables localidades como Tapia de Casariego, Navia, Salinas, Gijón, Villaviciosa, Ribadesella o Llanes. En concreto en Salinas existe un festival veraniego dedicado al surf con gran renombre internacional.
Cantabria, de renombre internacional son conocidos Liencres, Somo, Loredo, Los Locos, El Brusco, Santa Marina, Ajo, San Vicente de la Barquera, Langre, Berria, Sardinero, Noja y Laredo. La costa de Cantabria se divide en 11 zonas con 36 sitios para surfear. Todos ellos son spots con gran atracción sobre la población Europea. Sin embargo, tal vez sean las playas de Somo y Loredo las más visitadas por su cercanía con Santander y fácil accesibilidad.
En el País Vasco la cultura de surf está muy enraizada, sus playas son el escenario perfecto y las posibilidades son muchas y variadas, en función del nivel. Destacamos cuatro grandes zonas: zona Sopelana, zona Mundaka, zona Zarautz; y zona San Sebastián.
En Galicia, es la playa de Pantín, situada a 20 km de Ferrol, la playa insignia para la práctica de este deporte. Destaca también la playa de Doniños (Ferrol), Río Sieira (Porto do Son), playa de Montalvo y playa de la Lanzada (Sangenjo), playa de Razo (Carballo) y playa de Patos (Nigrán).

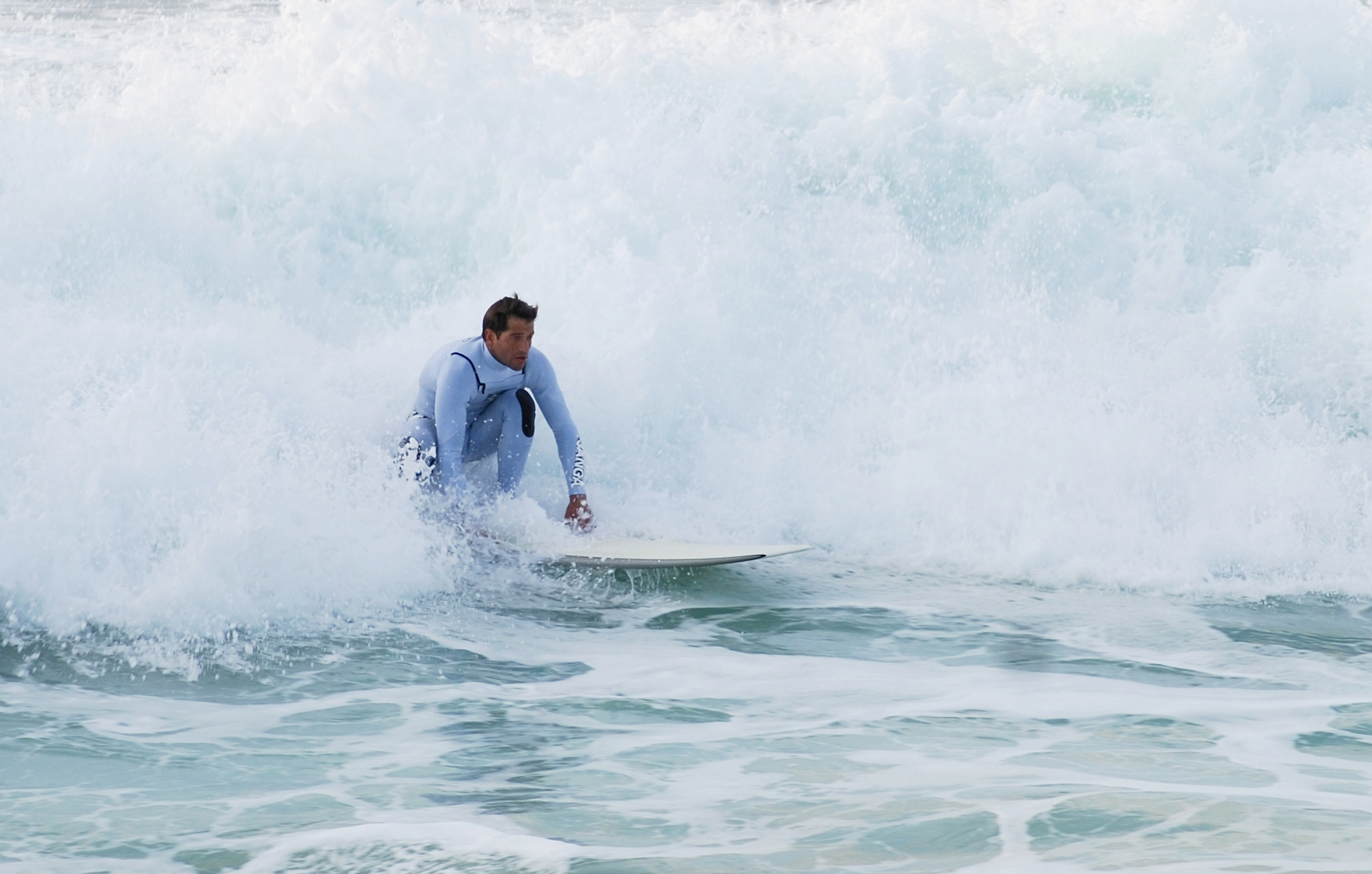
El surf en Caparica, Portugal.

La playa de la Costa de Caparica, en Almada, Portugal.

El surf en Portugal se identifica por la calidad de sus olas. Gracias a su situación las costas de Portugal disfrutan de unas potentes olas durante la mayor parte del año. La costa está plagada de playas, bahías escondidas y surf spots. Las mejores mareas llegan a Nazaré y Peniche, al norte de Lisboa, una de las olas más consistente en Europa y es famosa por su tubo "Supertubos". Otras zonas populares para practicar el surf en Portugal es Ericeira, entre Lisboa y Peniche, y la Costa de Caparica, entre Almada y el Parque natural de la Arrábida. El 29 de octubre de 2020 el surfista alemán Sebastian Steudtner, surfeó una ola de 26,21 metros en la playa del Norte, en Nazaré, siendo reconocido en 2022 por el Guinness World Records como récord mundial de ola más alta surfeada.
Francia es uno de los destinos míticos del surf en Europa. Se puede realizar la práctica de este deporte en playas como Lacanau, Hossegor, Anglet, Biarritz y Guéthary famosas en la costa suroeste de Francia, entre Burdeos y la frontera española. Olas excepcionales, una tradición surfera asentada, un mar templado en verano y el famoso "Art de vivre" francés.
En el Reino Unido, Cornualles es un paraíso del surf situado en la punta del extremo oeste de Inglaterra y Newquay su capital, el corazón de la zona surfera. Las dos playas más populares para la práctica del surf son Croyde Bay en North Devon y Fistral Beach en Cornualles. El Reino Unido se divide en cuatro zonas de olas: La Costa Sur, Suroeste, Este y Escocia.[cita requerida]
El surf en Irlanda se centra prácticamente en la localidad de Bundoran, capital Irlandesa del surf, en el Condado de Donegal, en la costa noroeste de la isla. Considerada como la Capital del Surf de Irlanda, está situado en la costa sur de la Bahía de Donegal y se ha convertido en un lugar de surf mundialmente famoso por la calidad de sus olas, y lugar donde se celebran muchas competiciones internacionales de Surf.

## Tendencia actual
En el siglo XXI el surf ha aumentado mucho su ritmo de progresión, día a día se exploran nuevas técnicas: aéreos, maniobras en general, variantes del surf (Surf de remo), olas de gran altura, competiciones. Por su gran popularidad, se incluyó en el programa de los Juegos Olímpicos a partir de Tokio 2020.

## Surf adaptado
El surf adaptado o para surf es una forma de surf en la que una persona con discapacidad utiliza una tabla o un esquí acuático para montar sobre una ola rompiente. Competitivamente, la Asociación Internacional de Surf (ISA) ha organizado el Campeonato Mundial de Para Surfing anualmente desde 2015. Además, la Asociación de Profesionales del Surf Adaptado (AASP) se formó en 2022 como organismo rector internacional del surf adaptado profesional y administra el AASP World Tour, que incluyó eventos en Hawái y California en su año inaugural. La Para Surf League (PSL), lanzada en 2022, organiza competiciones amateurs y profesionales en todo el mundo.

## Actividad física y deportes
Condición física : adaptarse a un medio ajeno y en movimiento como el mar hace que el esfuerzo físico sea intenso y se quemen muchas calorías. Surfear reduce el tejido adiposo (en mujeres en las caderas y hombres en la barriga) y aumenta nuestra capacidad aeróbica. Mejora también aspectos como la resistencia, flexibilidad, coordinación, equilibrio y fondo respiratorio.
Actividad cardiaca: la práctica del surf beneficia el funcionamiento del corazón debido a la mejora del flujo sanguíneo, el buen estado de los lípidos sanguíneos y la presión arterial, fortaleciendo el sistema nervioso, relajándonos y ayudando a un bienestar mental.
Actividad muscular: practicando Surf refuerzas toda tu musculatura, sobre todo en la zona media del cuerpo, pues ahí se encuentran la mayor parte de los músculos que utilizas mientras maniobras sobre la tabla. Pero por supuesto también tus piernas, brazos y espalda se verán reforzados mientras remas y surfeas. El aumento de masa muscular y fuerza ayudará también a prevenir lesiones. Sobre todo en los brazos.
Actividad social: a través de la práctica del surf conocerás a muchos otros apasionados de este deporte. Los lazos entre surfistas son grandes y es una enorme comunidad en todo el mundo. Podrás hacer nuevos amigos con una pasión común, viajar y conocer nuevas olas y nuevas culturas.